# Leptogorgia saharensis
Leptogorgia saharensis är en korallart som beskrevs av Stiasny 1939. Leptogorgia saharensis ingår i släktet Leptogorgia och familjen Gorgoniidae. Inga underarter finns listade i Catalogue of Life.